# 池田泉州銀行
株式会社池田泉州銀行（いけだせんしゅうぎんこう、英: The Senshu Ikeda Bank, Ltd.）は、大阪府大阪市北区茶屋町に本店を置く地方銀行。

## 概要
2010年（平成22年）5月1日、いわゆる戦後地銀の池田銀行と泉州銀行が合併して発足した。
合併に伴い、旧・池田銀行が5店舗、旧・泉州銀行が4店舗改称・再編された。旧・池田銀行の大阪梅田営業部が本店 となり、両行の本店は旧行名を冠した営業部（それぞれ、池田営業部・泉州営業部）に、旧・池田銀行堂島営業部は支店に降格された。また名称が重複する店舗の一方が改称されている。支店コードは全店舗で変更は無い。
旧・池田銀行の地盤である大阪府・兵庫県の阪急・能勢電鉄線沿線。および、旧・泉州銀行の地盤である大阪府の泉州地方において、指定金融機関を受託している地方自治体が複数存在する（複数行による輪番制含む）。
なお社名と英語表記とでは、池田と泉州との前後順序が逆になっている（同じ例は三井住友銀行などにもある）。

## 沿革
- 2010年（平成22年）5月1日 - 池田銀行が泉州銀行と合併し、株式会社池田泉州銀行に改称[2]。
- 2011年（平成23年）12月30日 - 三菱東京UFJ銀行とのATM利用手数料相互無料開放を終了。同時に、三菱東京UFJ銀行ATMでの預け入れサービスも終了。
- 2012年（平成24年）
  - 10月9日 - 大阪支店（旧泉銀店）が、ブランチインブランチとなっている本町支店（旧池銀店）に統合され、廃止[3]。
  - 10月13日 - 大阪梅田営業部の窓口・口座店名称を「本店営業部」に改称[4]。
- 2014年（平成26年）3月4日 - 阿倍野区阿倍野筋のあべのハルカス18階に「あべのハルカス支店」を、地下1階に「外貨両替ショップあべのハルカス店」を開設。
- 2015年（平成27年）11月9日 - 南海難波駅構内の有人外貨両替ショップを廃止した上で新たに外貨両替機を設置[5]。
- 2017年（平成29年）12月4日 - 滋賀銀行とATMを無料相互開放を開始[6]。
- 2019年（平成31年）3月29日 - 営業店での外貨両替受付を終了した。
- 2020年（令和2年）9月30日 - 「京都自動外貨両替機」および「神戸ベイ・シャトル自動外貨両替機」の営業が終了した。
- 2021年（令和3年）7月26日 - 信託業務の兼営認可を取得し業務を開始[7]。
- 2022年（令和4年）
  - 1月17日 - 関西みらい銀行と提携して、同日から滋賀銀行を含む3行間において、他行ATM利用手数料の無料化及び引き下げを開始予定[8]。
  - 5月23日 -「外貨両替ショップあべのハルカス店」および「川西 自動外貨両替コーナー」の営業が終了した。
- 2023年（令和5年）
  - 2月10日 - 「外貨両替ショップ梅田店」の営業が終了した。
  - 2月13日 - 梅田支店を本店営業部内に移転した。

## 情報処理システム

### 勘定系システム
2012年（平成24年）1月、旧池田銀行が2005年（平成17年）1月のリプレースによって利用していたNTTデータ地銀共同センターへの片寄せでシステム統合が実施された。

## バリアフリー
視覚障がい者に対するバリアフリーの一環として、音声案内機能付きATMの設置、そして窓口振込手数料をATMによる振込時と同じ手数料体制をとっている。

## イメージガール
存続行である旧池田銀行の流れを汲み、宝塚歌劇団の娘役をイメージガールとして起用している。同行最後のイメージガールとなった野々すみ花が、初代イメージガールに横滑りとなった。その後、伶美うらら・有沙瞳を経て、現在は春乃さくらが起用されている。

## ギャラリー

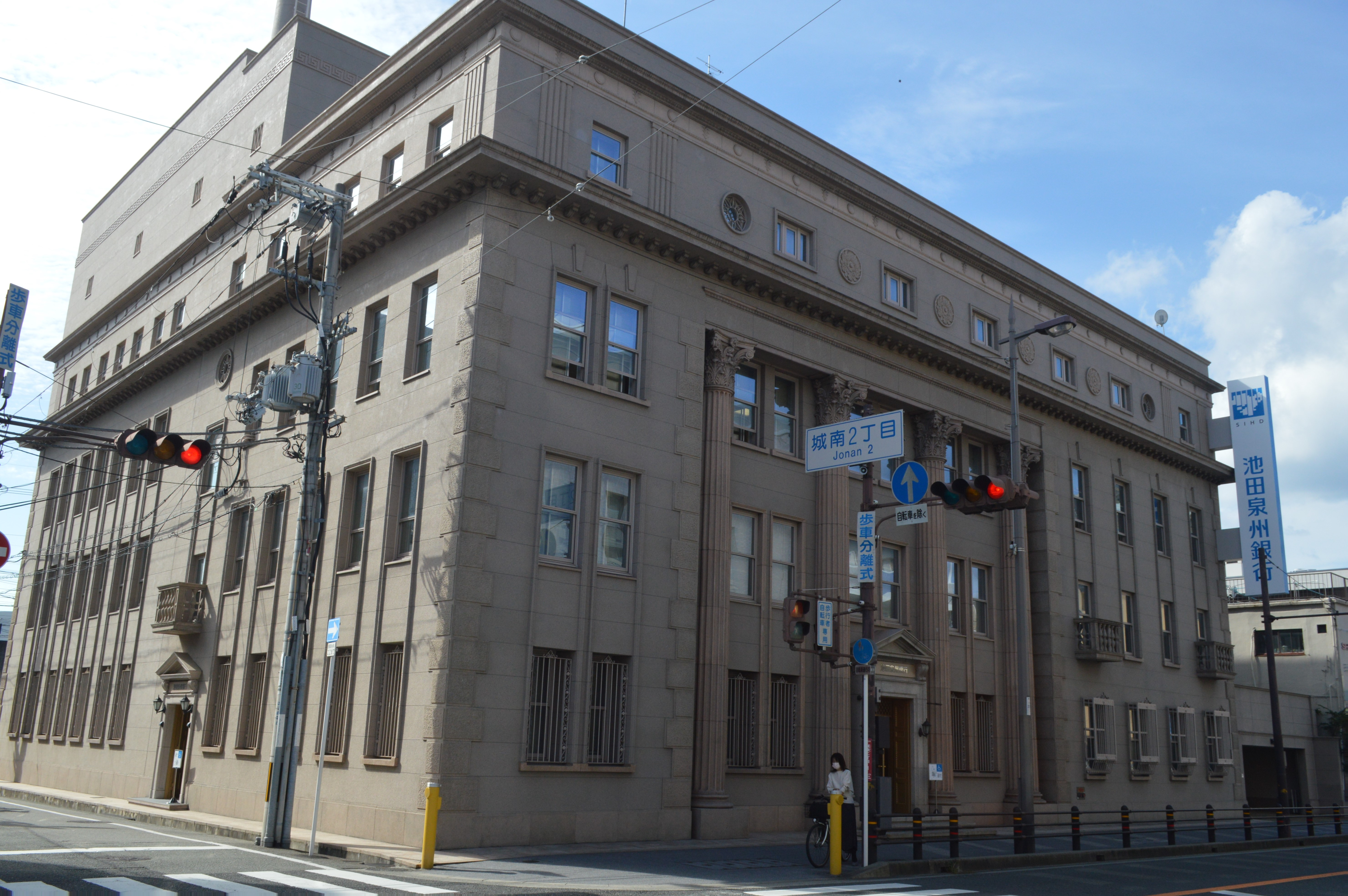
池田営業部（旧本店）
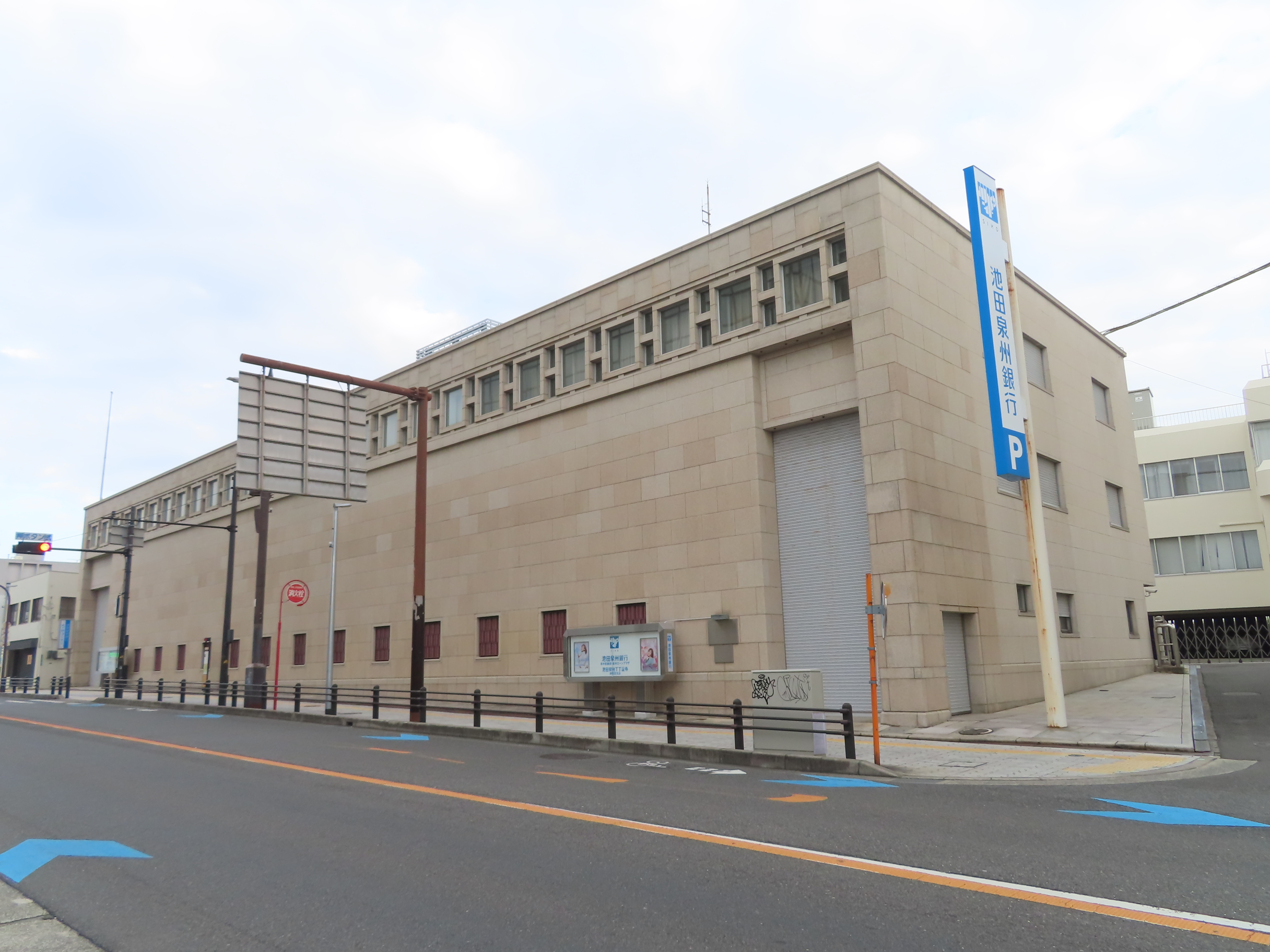
泉州営業部

## 不祥事
- 2020年9月 - 桃山台支店の男性営業課長（39歳）が、2016年4月、顧客（60代）名義の定期預金口座の通帳と払戻請求書を使い、同僚行員に手続きをさせて現金約500万円を詐取した疑いで、大阪府警捜査2課に9月15日、詐欺容疑で逮捕された。元男性営業課長は調べに対し、「ほとんどを競馬や外国為替証拠金取引（FX）に使った」と供述している。当行は2019年10月に男性営業課長を懲戒解雇処分としていた。また、顧客10人の預金計約2億2600万円を着服したとする社内調査結果を公表しており、府警でさらなる捜査を進める方針[12][13]。

### 注
1. ↑  合併の時点では、混乱を避けるため、店舗名称は「大阪梅田営業部」のまま変更されないが、合併前の両行本店であった池田営業部・泉州営業部にかわり、本店窓口の扱いとなった。店舗名称の変更は、システム統合後の2012年10月9日に行われた。